# Carter Brubaker
Carter Brubaker (* 21. Dezember 2003 in Anchorage) ist ein US-amerikanischer Nordischer Kombinierer.

## Werdegang
Brubaker, geboren und aufgewachsen in Anchorage, begann als Kind im Programm „Mighty Mights“ im Alyeska Resort mit dem alpinen Skisport. Später wechselte er zum Skilanglauf und machte wenig später seine ersten Skisprünge. 2019 qualifizierte er sich für die US-Junioren-Nationalmannschaft in der Nordischen Kombination. Am 13. Dezember 2019 gab er bei einem Continental-Cup-Rennen in Park City sein internationales Debüt, verpasste als 40. aber die Punkteränge. Mitte Januar 2020 sollte er an den Olympischen Jugend-Winterspielen in Lausanne teilnehmen, doch hatte er vor Ort einen Blinddarmdurchbruch und konnte daher nicht starten. Bei den Nordischen Junioren-Skiweltmeisterschaften 2021 in Lahti lief Brubaker auf den 31. Platz.
Zum Auftakt in den Winter 2021/22 gewann Brubaker im russischen Nischni Tagil seine ersten Punkte im Continental Cup, dem Unterbau zum Weltcup. Beim Einzelrennen der Nordischen Junioren-Skiweltmeisterschaften 2022 in Zakopane belegte er den 34. Platz. Zum Saisonabschluss erreichte er erneut die Punkteränge im Continental Cup, in dessen Gesamtwertung er Rang 77 belegte. Auch in der Saison 2022/23 startete Brubaker regelmäßig im Continental Cup, verpasste aber meist die Punkteränge. Bei seinen dritten Nordischen Junioren-Skiweltmeisterschaften 2023 in Whistler lief Brubaker auf den 27. Platz.
Am 7. Dezember 2024 belegte Brubaker bei seinem Weltcup-Debüt in Lillehammer Rang 55. Damit hat er als erster Athlet aus Alaska an einem Weltcup-Rennen teilgenommen. Im Februar 2025 erreichte er beim Compact-Wettbewerb im estnischen Otepää den 31. Platz und gewann damit erstmals Weltcup-Punkte. Bei den Nordischen Skiweltmeisterschaften 2025 in Trondheim belegte er im Compact-Rennen von der Normalschanze den 38. Platz.

## Privates
Brubaker hat eine Zwillingsschwester und drei weitere Geschwister. Sein älterer Bruder Ryan war ebenfalls in der Nordischen Kombination aktiv. Brubaker besuchte die Robert Service High School in Anchorage. 2020 zog er nach Norwegen, wo er in Lillehammer auf ein Spitzensportgymnasium ging. 2023 begann er an der Arizona State University ein Bachelorstudium in der ingenieurwissenschaftlichen Disziplin Maschinenbau.

## Statistik

### Weltcup-Platzierungen
| Saison  | Platz | Punkte |
| ------- | ----- | ------ |
| 2024/25 | 65.   | 010    |

### Continental-Cup-Platzierungen
| Saison  | Platz | Punkte |
| ------- | ----- | ------ |
| 2021/22 | 77.   | 020    |
| 2022/23 | 56.   | 019    |
| 2023/24 | 76.   | 015    |
| 2025/25 | 30.   | 169    |